# Zapfen-Stäbchen-Dystrophie
Die Zapfen-Stäbchen-Dystrophien (ZSD) sind eine heterogene Gruppe von erblichen Augenerkrankungen, bei denen es zu Beginn zum Absterben der Zapfen in der Netzhautmitte kommt und die sich dann langsam in den äußeren Bereich und auf die Stäbchen ausbreiten, im Gegensatz zur Retinopathia pigmentosa, die sich in entgegengekehrter Richtung entwickelt. Sind nur die Zapfen betroffen, wird auch von Zapfendystrophien gesprochen.

## Epidemiologie
Die Häufigkeit der Zapfen-Stäbchen-Dystrophien beträgt etwa 1:40.000. Sie treten am häufigsten bis zum 20. Lebensjahr in Erscheinung, können sich aber auch erst später bemerkbar machen.
Die Erkrankung kann auch im Rahmen von Syndromen auftreten, wie dem Jalili-Syndrom.

## Symptomatik

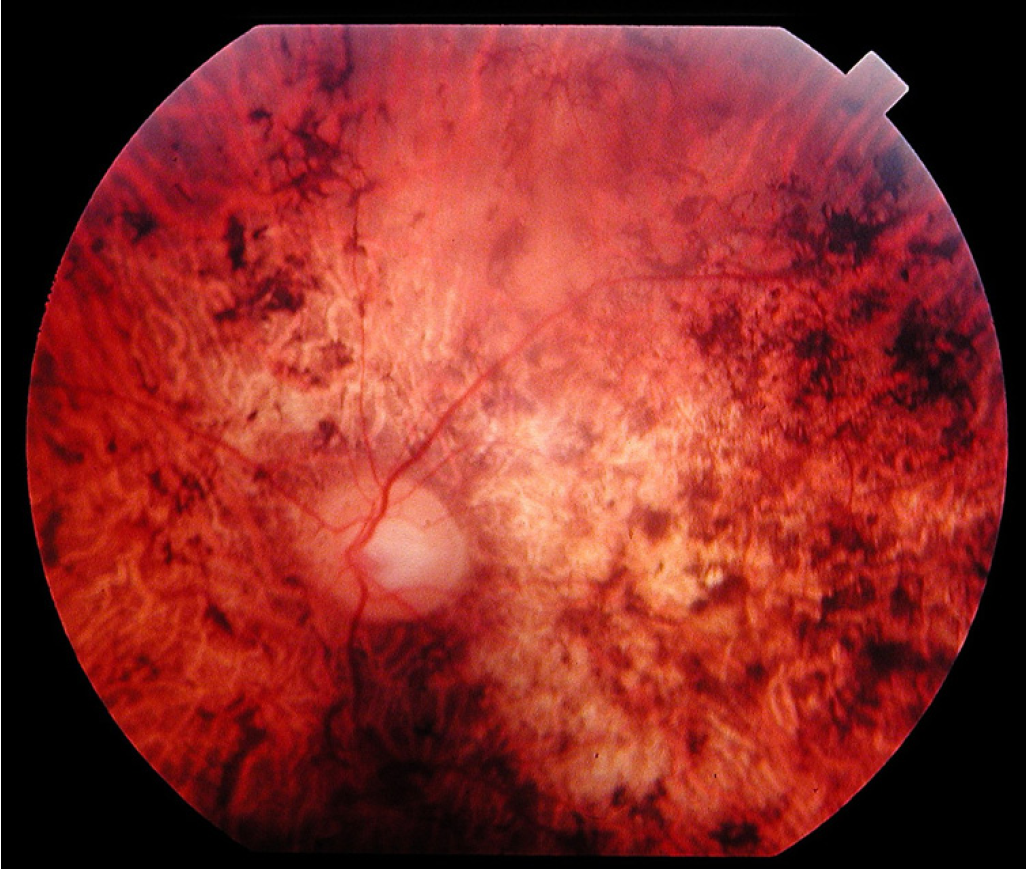
Augenhintergrund eines 36-jährigen Patienten mit ZSD

Die ZSD ist eine Erkrankung, bei der es von Beginn an zu einem starken Verlust der Sehschärfe kommt und die im weiteren Verlauf mit variabler Geschwindigkeit fortschreitet. Der Name (Zapfen-Stäbchen-Dystrophie) gibt bereits einige Aufschlüsse über die Erkrankung. Bei der Namensbildung werden die Zapfen als Erstes benannt, da sie bei diesem Krankheitsbild am stärksten betroffen sind. Sie haben ihre höchste Dichte im Sehzentrum (Makula), so dass es bereits mit Krankheitsbeginn zu zentralen Gesichtsfeldausfällen kommen kann, die es dem Betroffenen unmöglich machen, anvisierte Objekte zu sehen. Da die Stelle des schärfsten Sehens verlorengeht, kommt es häufig zum Augenzittern (Nystagmus) oder zu einer Fehlstellung der Augen (Strabismus). Der zunehmende Verlust der Zapfen führt zu Störungen bei der Anpassung an verschiedene Lichtverhältnisse, somit zu einer erhöhten Blendempfindlichkeit, welche das Sehen bei hellem Licht bedeutend beeinträchtigt. Auch das Erkennen von Farben ist früh gestört. Da die Stäbchen zu Beginn der Erkrankung kaum betroffen sind, ist das Sehen in der Dämmerung noch gut möglich. Erst im späteren Verlauf werden auch die mittleren und äußeren Bereiche der Netzhaut und damit die Stäbchen betroffen.

## Genetik
Der Begriff Dystrophie, der am Namensende steht, sagt aus, dass es sich bei dieser Erkrankung um eine angeborene langsam fortschreitende Zerstörung des Gewebes handelt. Ursache dafür sind Mutationen in verschiedenen Genen.
Die Vererbung ist in den meisten Fällen autosomal rezessiv (AR). Es kommt aber auch eine autosomal dominante (AD) oder x-chromosomale Vererbung (XL) vor. Diese Mutationen führen zu Störungen in der Signalübertragung und zu Veränderungen des Aufbaus sowie der Funktion der Zapfen. In anderen Fällen kann es zur Nichtbildung des Sehpurpurs kommen oder auch zu einer Störung des Stofftransports durch die Zellmembran.
Je nach zugrunde liegender Mutation können folgende Typen der Zapfen-Stäbchen-Dystrophie unterschieden werden:
- ZSD1, AD, Mutationen auf dem Chromosom 18 an Genort q21.1-q21-3[1]
- ZSD2, (relativ häufig), AD, Mutationen im CRX-Gen auf Chromosom 19 an q13.33[2]
- ZSD3, (30–60 %) der AR, Mutationen im ABCA4-Gen auf Chromosom 1 an p22.1.[3] Bei relativ vielen ZSD-Betroffenen wurden Mutationen im ABCA4-Gen lokalisiert, das verantwortlich für die Kodierung eines Transportproteins im Vitamin-A-Stoffwechsel ist. Daher kann die Einnahme von hoch dosiertem Vitamin A bei diesen Betroffenen nicht empfohlen werden.
- ZSD5, AD, Mutationen im PITPNM3-Gen auf Chromosom 17 an p13.2-p13.1[4]
- ZSD6, (relativ häufig), AD, Mutationen im GUCY2D-Gen auf Chromosom 17 an p13.1[5]
- ZSD7, AD, teilweise Mutationen im RIMS1-Gen auf Chromosom 6 an q14[6]
- ZSD8, AR, Mutationen im Chromosom 1 an q12-q24[7]
- ZSD9, AR, Mutationen im ADAM9-Gen auf Chromosom 8 an p11.22[8]
- ZSD10, AR, Mutationen im SEMA4A-Gen auf Chromosom 1 an q22[9]
- ZSD11, AD, Mutationen im RAX2-Gen auf Chromosom 19 an p13.3[10]
- ZSD12, AD, AR, Mutationen im PROM1-Gen auf Chromosom 4 an p15.32[11]
- ZSD13, AR, Mutationen im RPGRIP1-Gen auf Chromosom 14 an q11.2[12]
- ZSD14, AD, Mutationen im GUCA1A-Gen auf Chromosom 6 an p21.1[13]
- ZSD15, AR, Mutationen im CDHR1-Gen auf Chromosom 10 an q23.1[14]
- ZSD16, AR, Mutationen im CFAP418-Gen auf Chromosom 8 an q21.1[15]
- ZSD17, AD, Mutationen auf Chromosom 10 an q26[16]
- ZSD18, AR, Mutationen im RAB28-Gen auf Chromosom 4 an p15.33[17]
- ZSD20, AR, Mutationen im POC1B-Gen auf Chromosom 12 an q21.33[18]
- ZSD21, AR, Mutationen im DRAM2-Gen  auf Chromosom 1 an p13.3[19]
- ZSD22, AR, Mutationen im TLCD3B-Gen  auf Chromosom 16 an p11.2[20]
- ZSD, X-linked 1, (relativ häufig), XLR, Mutationen im RPGR-Gen auf dem X-Chromosom an Genort p11.4[21], auch[22]
- ZSD, X-linked 3, XLR, Mutationen im CACNA1F-Gen auf dem X-Chromosom an p11.23[23]

## Diagnostik
Am Anfang der Erkrankung ist der Augenhintergrund oft unauffällig und es werden erst im weiteren Verlauf Pigmentveränderungen im Bereich der Makula sichtbar. Im Frühstadium der Erkrankung kann daher häufig nur mit einem Elektroretinogramm (ERG) eine sichere Diagnose gestellt werden. Weiterhin kann es zur Bildung von dunkelbraunen bis schwarzen Stoffwechselablagerungen (Knochenkörperchen) und Gefäßverengungen kommen. Auch ist ein Schwund (Atrophie) des Pigmentepithels und der Aderhaut, die für die Ernährung der Sehzellen wichtig sind, festzustellen. Dies kann im weiteren Verlauf dazu führen, dass im Zentrum der Netzhaut die Pigmentepithelschicht nicht mehr vorhanden ist. Ebenso kann mit Fortschreiten der Erkrankung die kräftige Farbe des Sehnervenkopfs verblassen (Papillenabblassung), was auf einen Funktionsverlust des Sehnervs deuten kann.

## Differentialdiagnostik
Abzugrenzen sind Formen der Makuladegeneration wie die Zentrale areoläre Aderhautdystrophie, Hereditäre Optikusatrophie sowie die Åland Island-Augenkrankheit.

## Behandlungsansätze
Neben einer gesunden Lebensweise kann es sein, dass das Tragen von Sonnenschutzgläsern einen positiven Einfluss auf den Verlauf der Erkrankung hat. Hierfür empfiehlt sich eine Kantenfilterbrille, die nicht nur die UV-Strahlung, sondern auch den blauen Lichtanteil herausfiltern sollte. Darüber hinaus kann sie, nach individueller Auswahl, zusätzlich eine Kontrastverbesserung erzielen.